# Kirche von Kviteseid

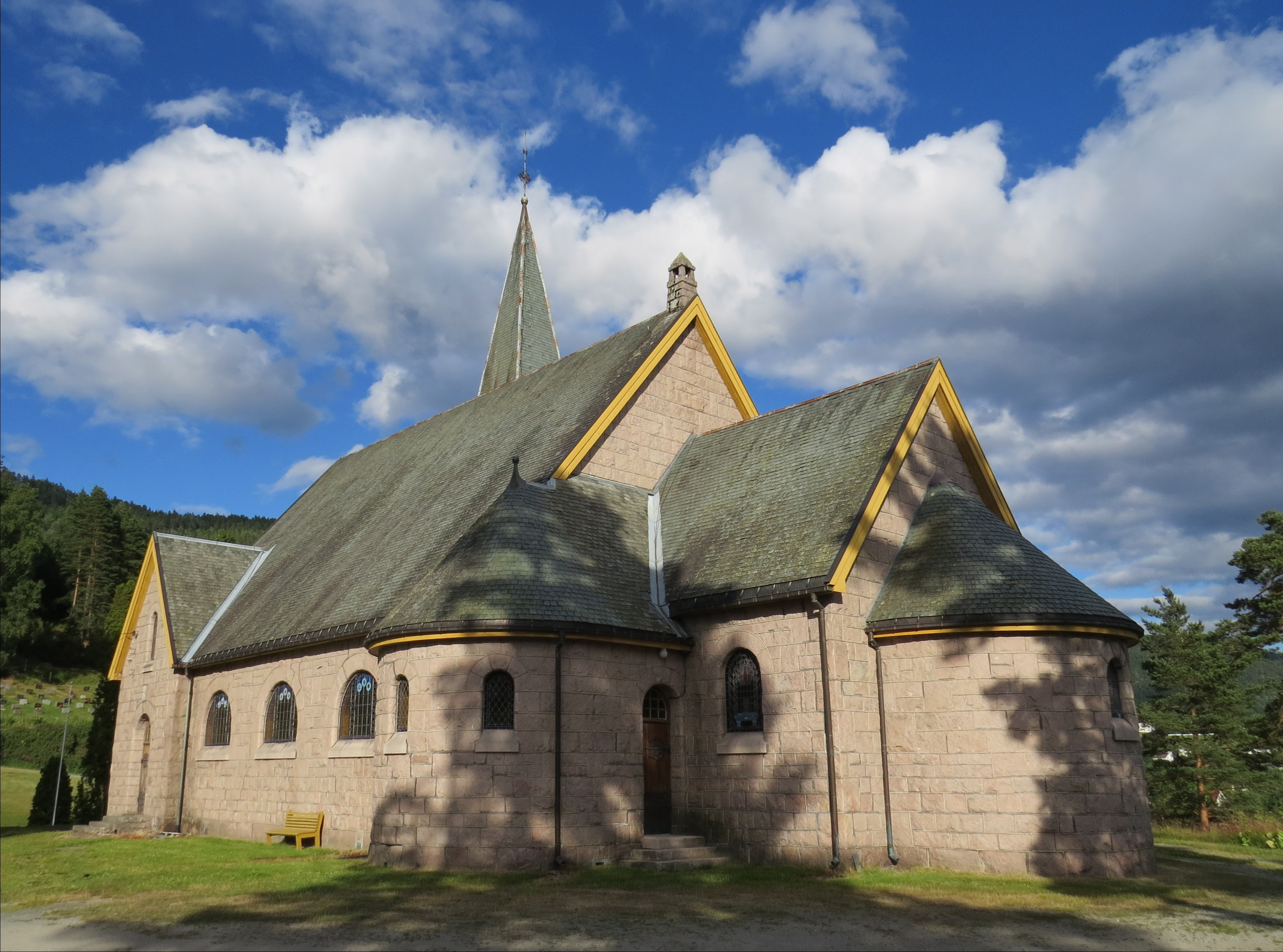
Kviteseid kirke

Die evangelisch-lutherische Kirche von Kviteseid (Nynorsk: Kviteseid kyrkje oder Kviteseid nye kyrkje) liegt in der Ortschaft Kviteseid in der Kommune Kviteseid in der norwegischen Provinz (Fylke) Telemark.
Für die ältere Kirche, die früher Kviteseid kyrkje hieß, siehe Kviteseid gamle kirke.

## Baubeschreibung
Die neue Kirche von Kviteseid ist eine Langkirche aus rotem Granit, im Inneren befinden sich jedoch weiß getünchte und bemalte Ziegel. Die Kirche verfügt über 350 Sitzplätze und wird manchmal als die schönste Kirche in West-Telemark bezeichnet. Es ist West-Telemarks einzige Steinkirche aus neuerer Zeit. Die Ausrichtung ist von Nordosten nach Südwesten.

## Geschichte
In Kviteseid gab es eine mittelalterliche Kirche aus dem 13. Jahrhundert an der Stelle, an der heute die alte Kirche von Kviteseid steht. Die Bevölkerungsstruktur änderte sich aber mit der Zeit und die alte Kirche lag weit außerhalb des Zentrums.
Im Jahr 1869 zog der Priester vom alten Pfarrhaus in ein neues in Moen in Sundbygdi um, doch es dauerte mehrere Jahrzehnte, bis die neue geplante Kirche fertiggestellt war. Dies war zum Teil darauf zurückzuführen, dass die Kirche von Fjågesund parallel geplant wurde und zwei neue Kirchen eine große finanzielle Belastung für die kleine Gemeinde darstellten. Um 1900 gab es Zeichnungen für eine Fachwerk-Langkirche, die jedoch vom Ministerium nicht genehmigt wurden. Zeichnungen von Carl Berner wurden vom Gemeinderat abgelehnt, weil der Vorschlag zu teuer wäre. Als Standort für die Kirche wurde der kommunale Bauernhof Kyrkjebø ausgewählt. Bis zur Fertigstellung der Kirche fanden Gottesdienste übergangsweise im Gemeindehaus statt.
Die Kirche wurde von Haldor Børve entworfen und ähnelt der Borgestad-Kirche in Skien. Sie wurde am 18. Juni 1916 eingeweiht – einen Tag vor der Fjågesund-Kirche. Gleichzeitig wurde die alte Kirche von Kviteseid als Pfarrkirche geschlossen und mehrere Jahrzehnte lang unberührt gelassen, bevor sie sorgfältig restauriert wurde.

## Ausstattung
Im Eingangsbereich befindet sich eine Orgelempore. Die Choröffnung ist rundbogig und der Chorboden ist um eine Stufe über den Boden des Kirchenschiffs erhöht. Rolf Klemetsrud bemalte die Apsiswand rund um das Fenster mit Motiven aus dem Tod und der Auferstehung Jesu in den Jahren 1937–38 (oder 1936–37, je nach Quelle). Die Kanzel befindet sich rechts vom Chorbogen und das Taufbecken gegenüber.

### Altar
In der Kirche befindet sich ein Altarbild von 1916 mit einem Stall und dem Lamm Gottes.

### Orgel
Die Kirche verfügt über eine Orgel von Olsen & Jørgensen aus dem Jahr 1916. Laut Kirchenlexikon wurde diese 1983 umgebaut und hatte damals 12 Stimmen, während sie nach Angaben der Gemeinde 1997 um vier Stimmen auf 17 Stimmen erweitert wurde. Laut Orgelregister ist die Orgel achtstimmig und wurde 1987 umgebaut.

### Glocken
Es gibt zwei Kirchenglocken. Auf einer der Glocken gibt es folgende Inschrift:

„Eg kallar,

eg lokkar og bed,

eg byd,

Kom heile Kviteseid kyrkjelyd.“

„Ich rufe,

ich locke herbei und bete

ich befehle,

komm ganzer Kirchenklang von Kviteseid.“